# Альбатрос чорнобровий
Альбатрос чорнобровий (Thalassarche melanophris) — великий морський птах родини альбатросових (Diomedeidae). Донедавна вид відносили до роду Альбатрос (Diomedea), однак згодом віднесли до роду Thalassarche.
В останній редакції червоного списку МСОП вказано як вид із найменшою загрозою, залишається одним із найпоширеніших альбатросів. Гніздиться на Оклендськіх островах, його популяція налічує до 170 тис. пар. Ці птахи тримаються переважно на відстані кількох кілометрів від берега моря.

## Галерея

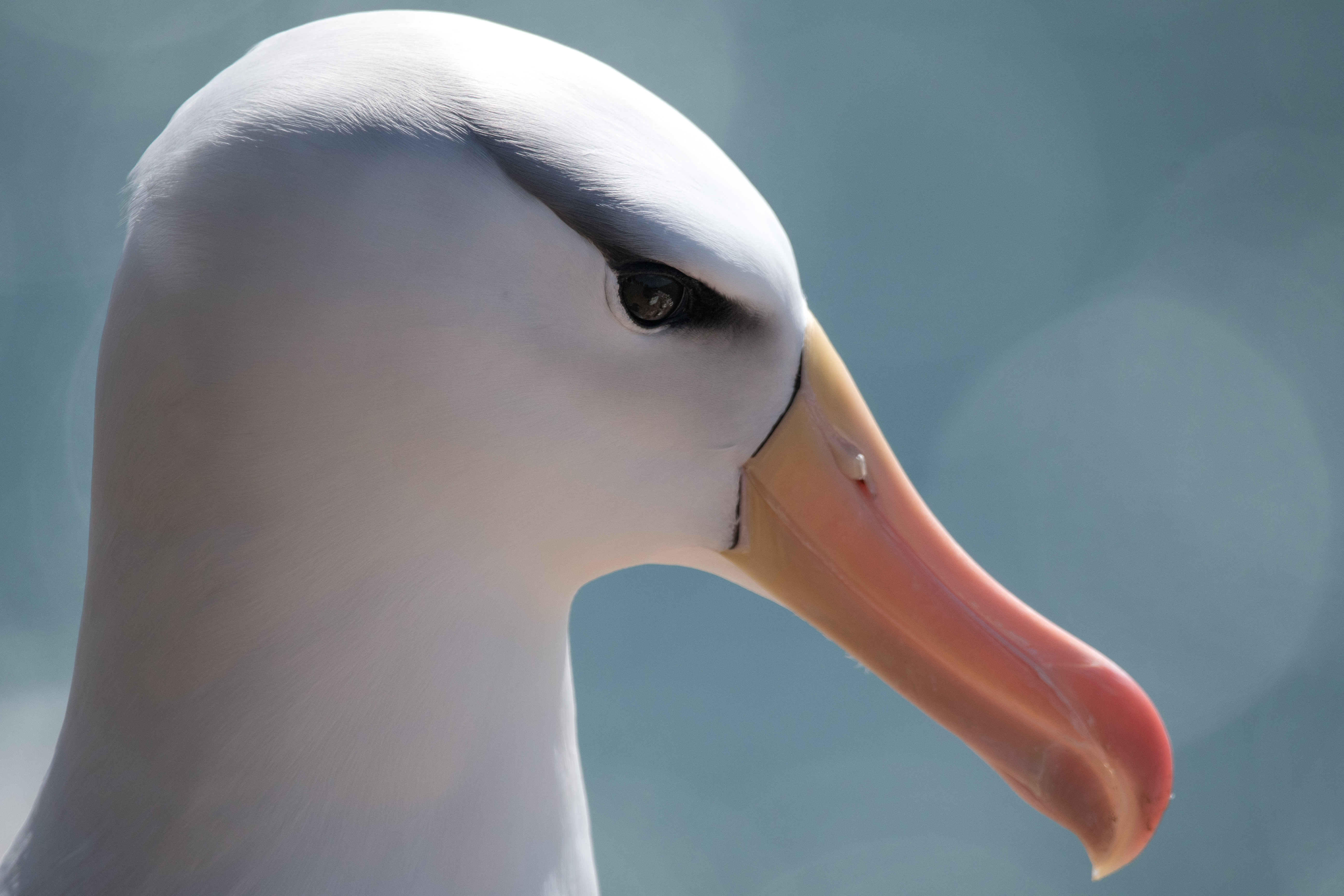
Голова дорослої особини
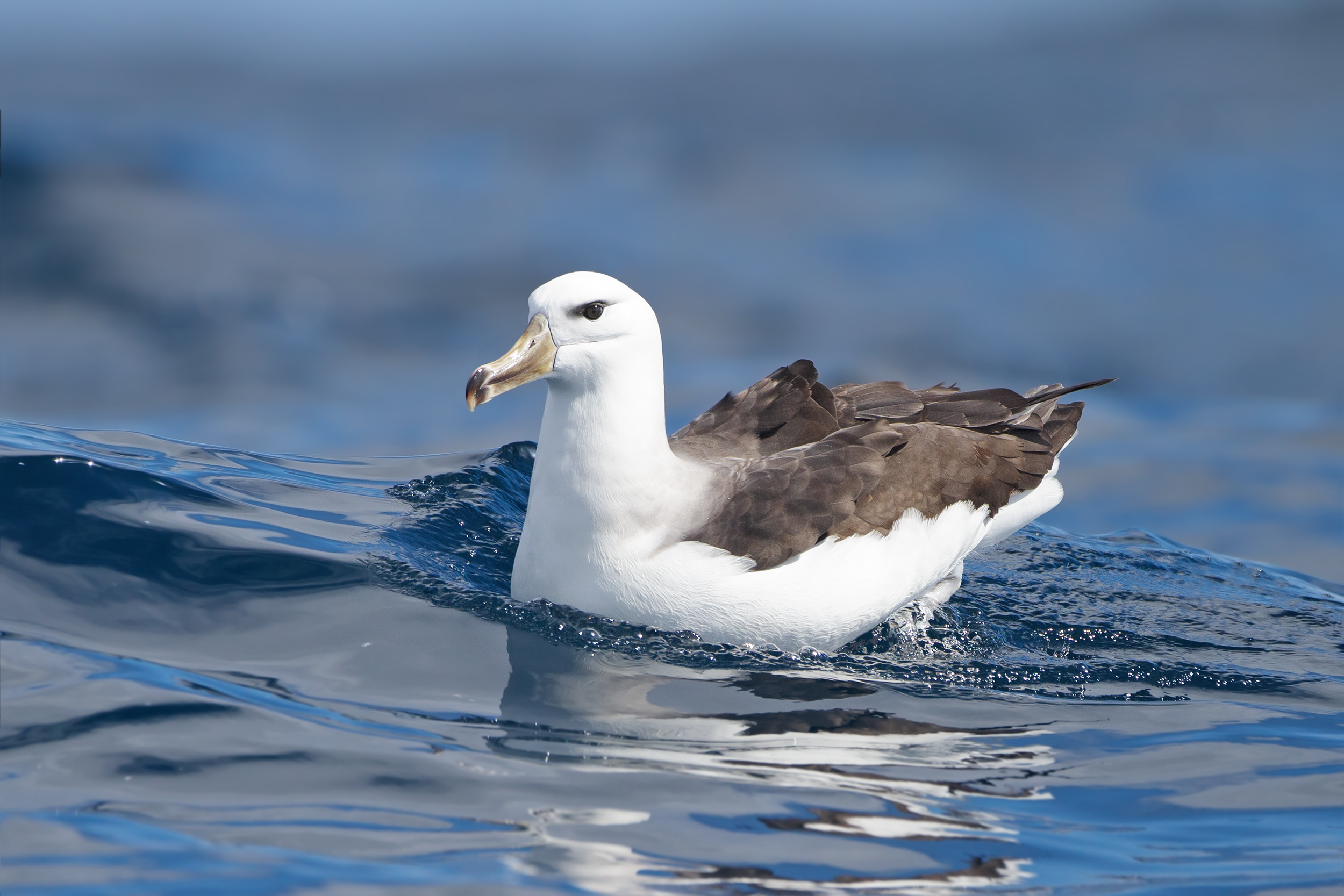
Підростаючий птах
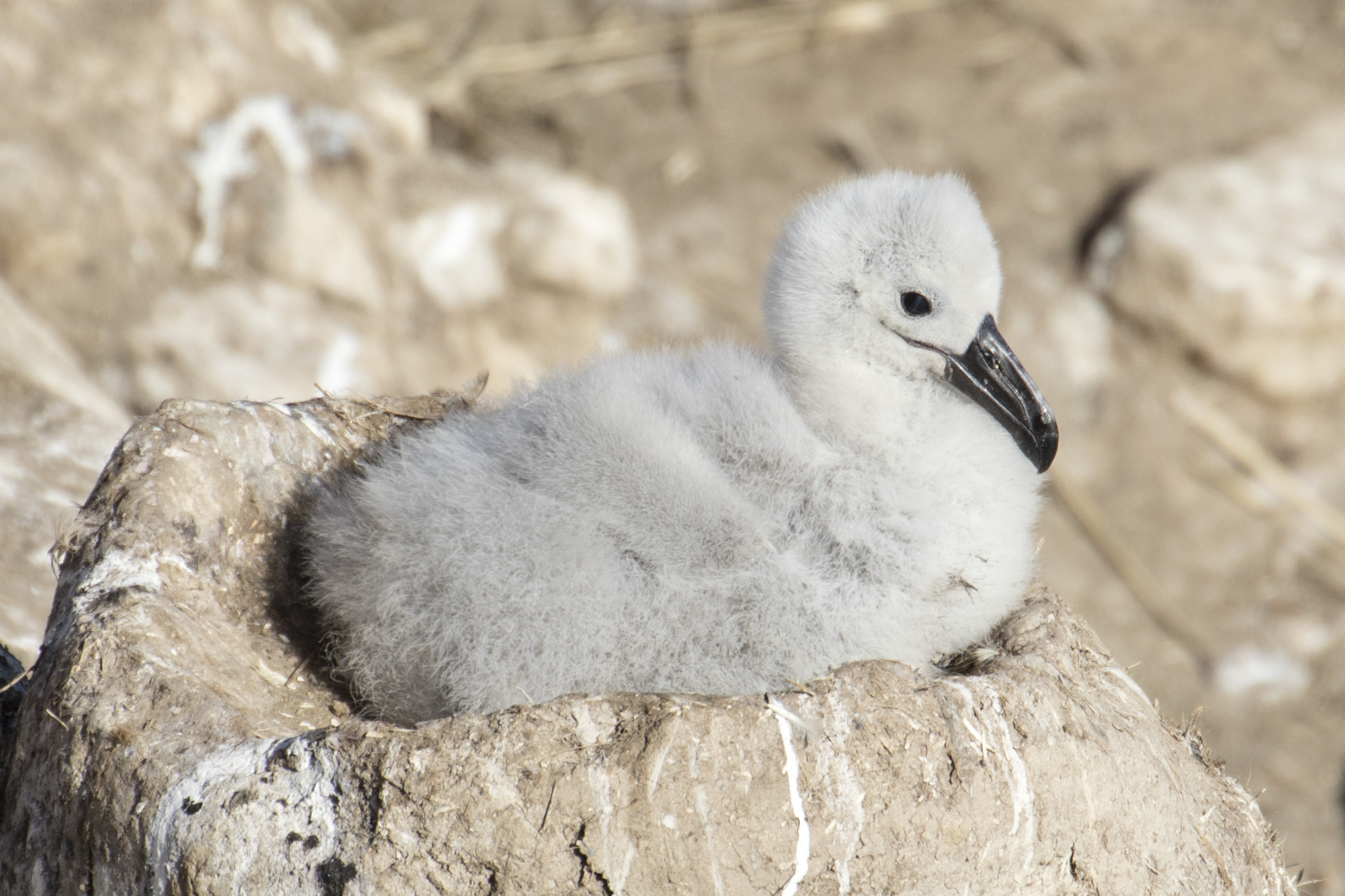
Пташеня, Фолклендські острови
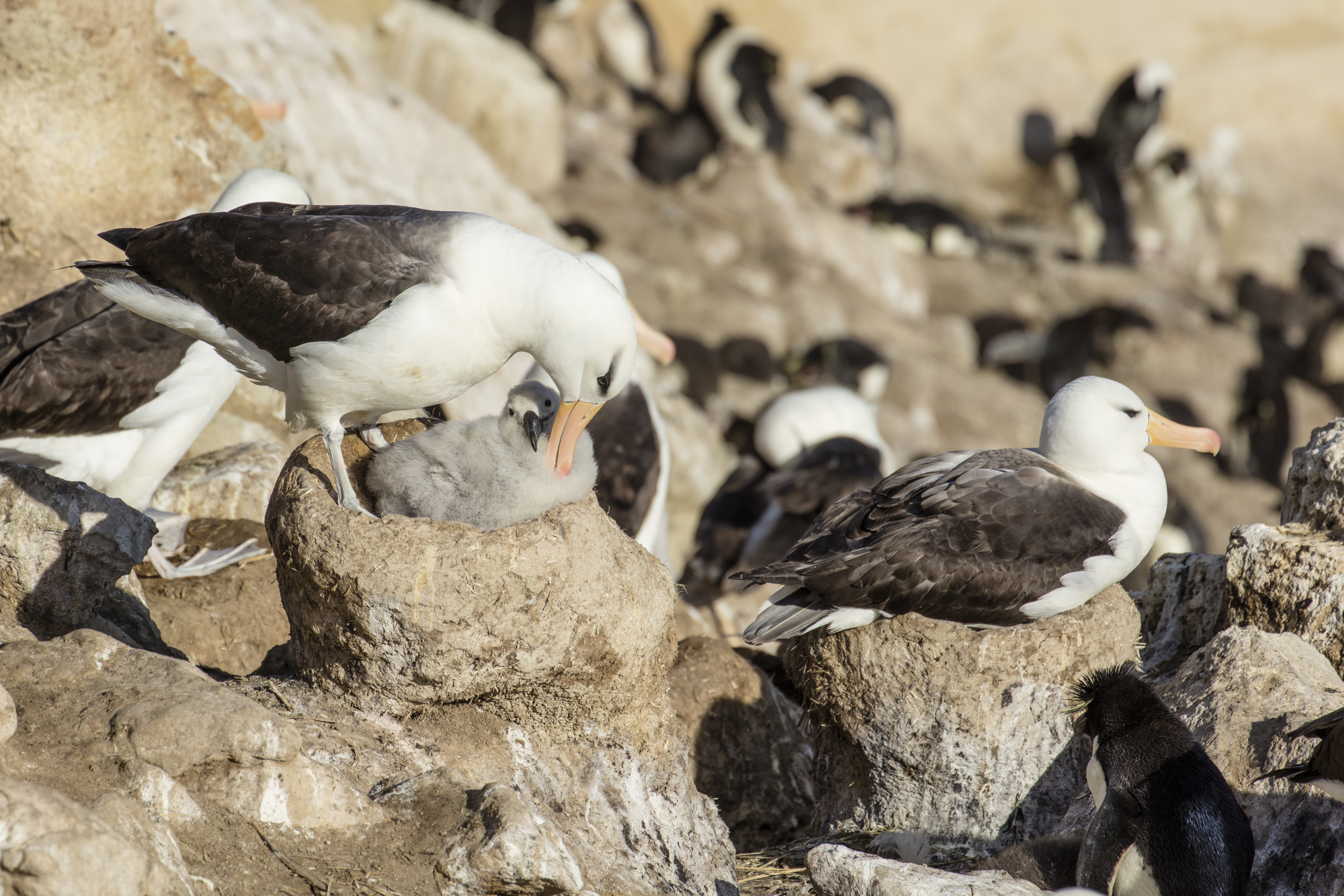
Піклується за пташеням
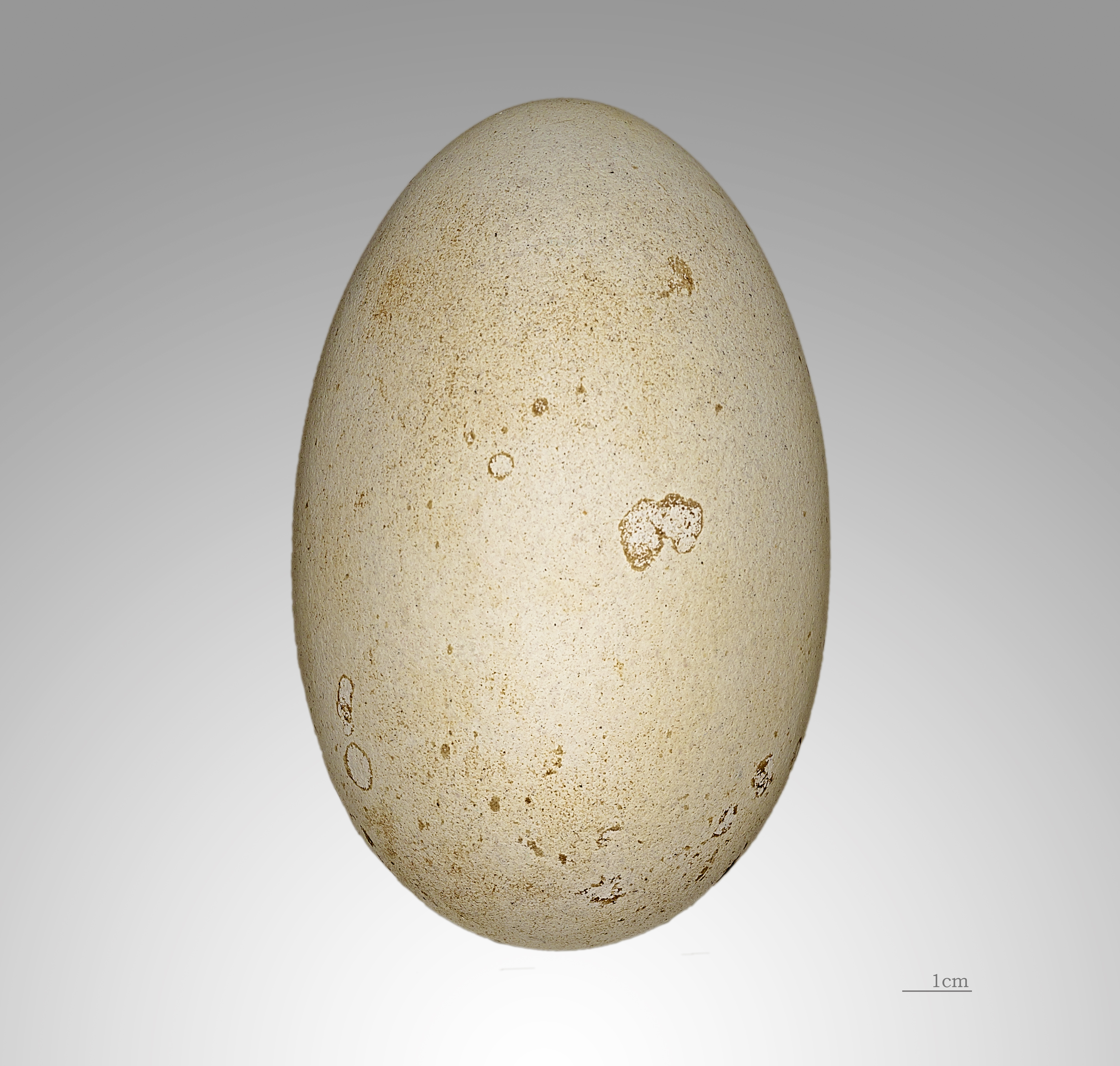
Яйце Thalassarche melanophris
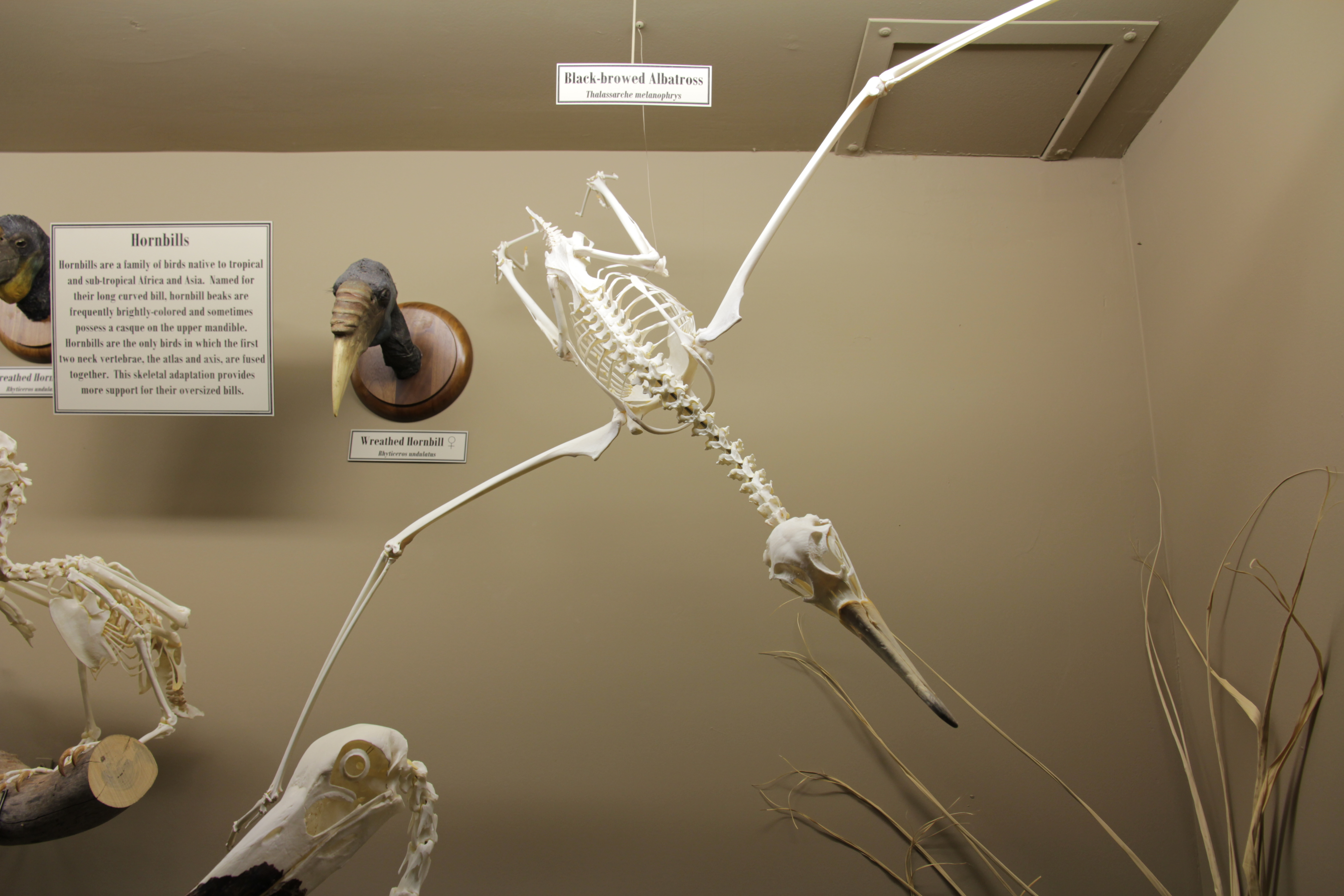
Скелет альбатроса чорнобрового з музею остеології